# とんど饅頭
とんど饅頭（とんどまんじゅう）とは、広島県福山市の虎屋本舗（備後福山虎屋）で製造販売されている和菓子で、福山市の土産菓子として知られる。
直径3cmほどの焼き饅頭であり、中に白餡を入れている。饅頭の種類としてはひよ子やなごやんに近い。虎屋直営店舗の他、JR福山駅などの駅キヨスク、福山市周辺のスーパー、広島空港などで手に入る。

## 由来
江戸時代初期の元和6年（1620年）に、福山藩の藩祖である水野勝成が福山城を築城した際、領民がそれを祝って「とんど」（左義長）を行ったことにある。その後、虎屋の初代は、茶の湯の席で饅頭を勝成に献上したところ大いに喜ばれ、勝成自身により「とんど饅頭」の名を与えられ、以後福山城下でこの饅頭の販売を許可されたという。以後虎屋は福山藩の御用菓子司として、福山藩代々の藩主にこの饅頭を献上した。